# 曾慥
曾慥（？－1155年或1164年），字端伯，号至游子，溫陵晋江（今福建泉州）人。两宋之际道教学者、诗人。曾考寛曾孫。北宋大臣曾公亮裔孙。

## 仕途
父陈希谅，曾任凤翔知府。靖康（1126年）初，任倉部员外郎。金人陷京师，曾随其岳父吴幵降金，充任事务官。紹興元年（1131年）除江南西路轉運判官，不久罷官，紹興九年（1139年），秦桧当权，爲戶部總領應辦湖北京西路宣撫使司大軍錢糧。紹興十一年（1141年），任秘阁修撰，不久以疾提舉洪州玉龍觀、知虔州。紹興十八年（1148年），改知荆南；紹興二十年（1150年），移知廬州，官至尚書郎、直寶文閣。

## 修道
晚年隱居銀峰，潛心修道，主張“學道以清淨為宗，內觀為本”，編成《道樞》四十二卷，選錄大量修道養生術，包括義理、陰符、黃庭、太極、服氣、大丹、煉精、胎息、金碧龍虎、鉛汞五行等。曾慥继刘向《列仙传》、葛洪《神仙传》、沈汾《续仙传》之后，采前辈所录神仙事迹，并所闻见，绍兴二十一年（1151）编纂《集神仙传》（简称《集仙传》）。另编有《类说》50卷，《道枢》42卷，《高斋漫录》1卷、《乐府雅词》5卷、《宋百家诗选》50卷、《续选》20卷、《通鉴补遗》100篇等。
《福建通志》、《江西通志》等地方志书记载曾慥生平，但頗多讹误。